# Jose Mukala
Jose Mukala (ur. 18 sierpnia 1948 w Kaveekunnu) – indyjski duchowny rzymskokatolicki, w latach 1998-2009 biskup Kohimy.

## Życiorys
Święcenia kapłańskie przyjął 10 kwietnia 1978. 24 października 1997 został prekonizowany biskupem Kohimy. Sakrę biskupią otrzymał 15 marca 1998. 30 października 2000 przeszedł na emeryturę.